# Hippolais
Hippolais – rodzaj ptaków z rodziny trzciniaków (Acrocephalidae).

## Występowanie
Rodzaj obejmuje gatunki występujące w Eurazji i północno-zachodniej Afryce, zimujące w Afryce Subsaharyjskiej.

## Morfologia
Długość ciała 12,5–18 cm, masa ciała 10–23 g.

## Systematyka

### Etymologia
Hippolais: epitet gatunkowy Motacilla hippolais Linnaeus, 1766 (gr. ὑπολαις hupolais – mały niezidentyfikowany, gniazdujący na ziemi ptak wspomniany przez Arystotelesa, Teofrasta i Hezychiusza, określany przez niektórych późniejszych autorów jako białorzytka Oenanthe).

### Podział systematyczny
Do rodzaju należą następujące gatunki:
- Hippolais languida (Hemprich & Ehrenberg, 1833) – zaganiacz pustynny
- Hippolais olivetorum (Strickland, 1837) – zaganiacz oliwny
- Hippolais polyglotta (Vieillot, 1817) – zaganiacz szczebiotliwy
- Hippolais icterina (Vieillot, 1817) – zaganiacz zwyczajny